# 克拉辛冰原島峰
68°18′S 50°5′E / 68.300°S 50.083°E
克拉辛冰原島峰是南極洲的冰原島峰，位於恩德比地，屬於奈伊山脈的一部分，處於阿爾德迪斯峰東南面19公里，由蘇聯的探險隊繪入地圖。